# Hygrophorus speciosus
Hygrophorus speciosus (Charles Horton Peck, 1878) din încrengătura Basidiomycota, în familia Hygrophoraceae și de genul Hygrophorus, este o specie americană răspândită și în Europa de ciuperci comestibile care coabitează, fiind un simbiont micoriza (formează micorize pe rădăcinile arborilor). O denumire populară nu este cunoscută. În România, Basarabia și Bucovina de Nord trăiește în păduri de conifere, în primul rând pe sol calcaros și umed, preferat sub larici și pini, adesea împreună cu Suillus grevillei, crescând în grupuri. Apare de la câmpie la deal, dar mai ales la munte, din iulie (august) până în noiembrie.

## Taxonomie

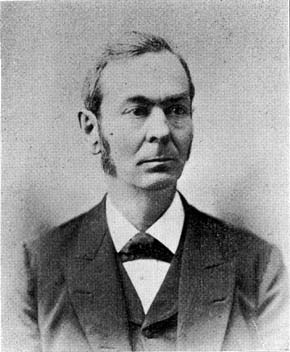
Charles H. Peck

Numele binomial a fost determinat de micologul american Charles Horton Peck drept Hygrophorus speciosus în volumul 29 al jurnalului științific Annual Report on the New York State Museum of Natural History din 1878, fiind și numele curent valabil (2023).
Sinonime obligatorii sunt Limacium speciosum a micologului german Rolf Singer din 1943 precum Hygrophorus lucorum var. speciosum a compatriotului său German Josef Krieglsteiner (1937-2001) din 2000, ambele bazând pe descrierea lui Peck. 
Toți ceilalți taxoni sunt acceptați drept sinonime.
Epitetul specific este derivat din adjectivul latin (latină speciosus=chipeș, configurat bine), datorită aspectului.

## Descriere

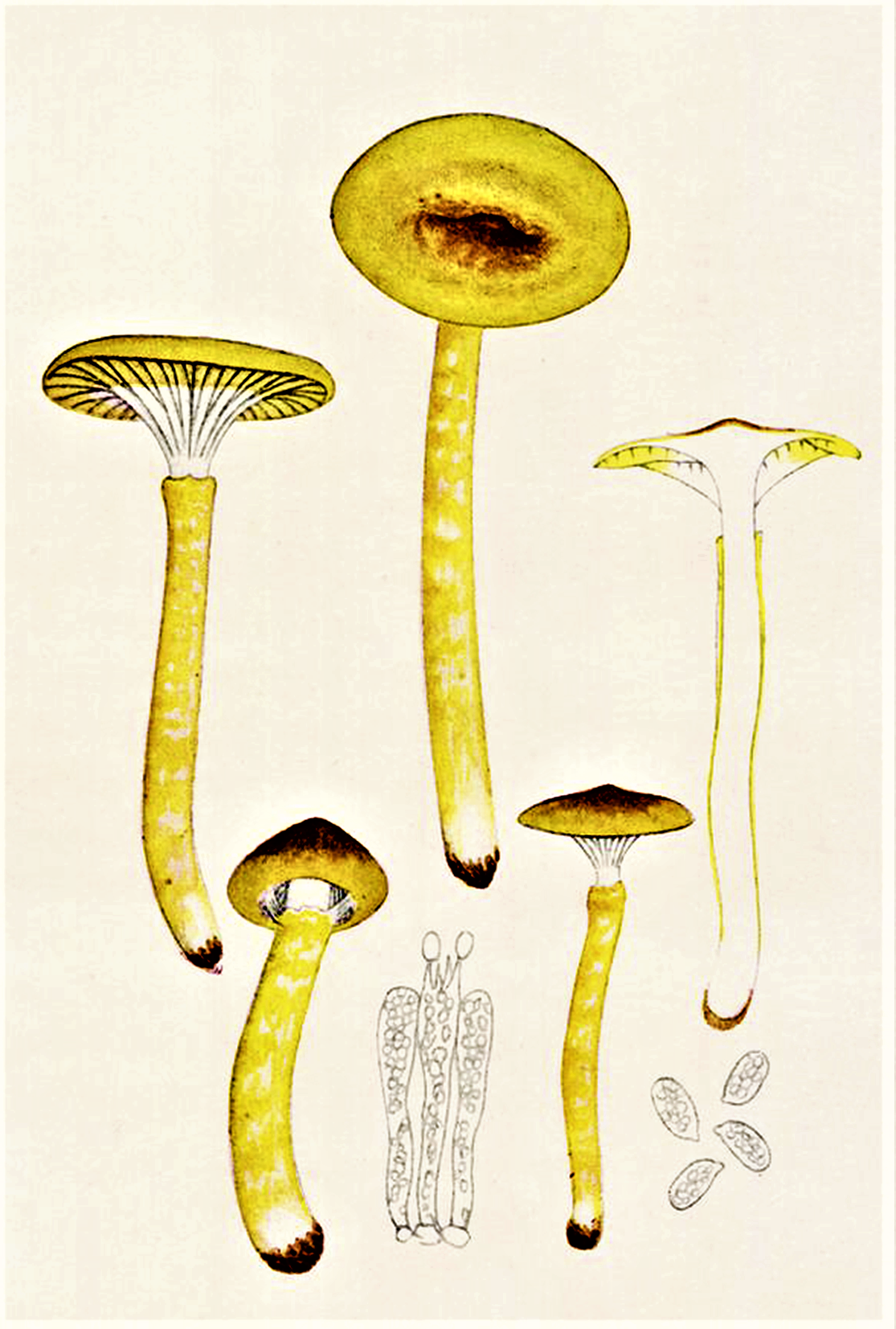
Bres.: Hygrophorus speciosus

- Pălăria: destul de fermă, nehigrofană, cu un diametru de 2-5 (6) cm este inițial conic-convexă cu marginea răsucită spre inferior, apoi plan-convexă, adesea cu o cocoașă mai mult sau mai puțin clar definită, în sfârșit deprimată până în forma de pâlnie, acum nu cocoșată și cu marginea răsucită puternic în sus. Cuticula netedă este vâscoasă mai presus de toate în centru. Coloritul roșu-portocaliu până la portocaliu-maroniu sau portocaliu-roșcat la început se decolorează galben-portocaliu până la galben strălucitor cu centrul mai închis, iar spre margine mai deschis.
- Lamelele: destul de groase și îndepărtate cu multe lameluțe intercalate de lungime diferită, parțial slab ondulate precum mai puține bifurcate sunt atașate larg de tulpină, adesea însă decurente puternic. Coloritul mai întâi alb devine cu timpul gălbui pal până crem deschis, îngălbenind la bătrânețe mai intens galben, chiar și galben-rozaliu. Muchiile sunt netede.
- Piciorul: de 3-6 cm lungime și 0,6-2 cm grosime este solid și fibros longitudinal, cilindric, uneori slab îndoit, spre bază adesea ceva diminuat, mai întâi plin, apoi gol pe dinăuntru, fiind conectat la început cu marginea pălăriei printr-un material subțire, alb și vâscos. Suprafața buretelui proaspăt este acoperit cu un gluten chiar sub apex, unde este adesea vizibilă o zonă de gluten asemănătoare unei teci. Coloritul alb până la albicios, dezvoltă nuanțe portocalii de la bază în sus pe măsură ce glutenul se usucă. Prezintă adesea centuri galbene distincte. Nu poartă un inel.
- Carnea: destul de fermă, în picior fibroasă longitudinal, albă, sub cuticulă galben de lămâie până portocalie, nu se decolorează după tăiere. Mirosul este imperceptibil, gustul fiind blând, dar nu distinctiv.[3][4]
- Caracteristici microscopice: are spori netezi, elipsoidali până la alungit elipsoidali, hialini (translucizi) într-o soluție dehidroxid de potasiu, neamilozi, măsurând 8-10 (11) x 4,5-5,5 (6) microni. Pulberea lor este albă. Basidiile clavate cu 4 (uneori doar două) sterigme fiecare  au o dimensiune de 50-70 x 6-8 microni. Pileipellis este un ixo-trichoderm de aproximativ 350 µm grosime, constând din hife ascendente și erecte, împletite pe dedesubt, dar împletite lejer pe deasupra, cu elemente zvelte, cilindrice de 2.5-5 µm lățime precum elemente terminale mai mari. Stipitipellis (coaja piciorului) este o ixocutis formată din hife ascendente și întinse, cu elemente cilindrice cu puține capete libere împrăștiate. Conexiuni cu cleme sunt prezente. Trama himenoforală este bilaterală, alcătuită din elemente cilindrice până la destul de umflate. Cistidele (elemente sterile situate în stratul himenal sau printre celulele din pielița pălăriei și a piciorului, probabil cu rol de excreție) lipsesc.[9][10]
- Reacții chimice: cuticula nu se decolorează cu hidroxid de potasiu sau cu hidroxid de sodiu.[11]

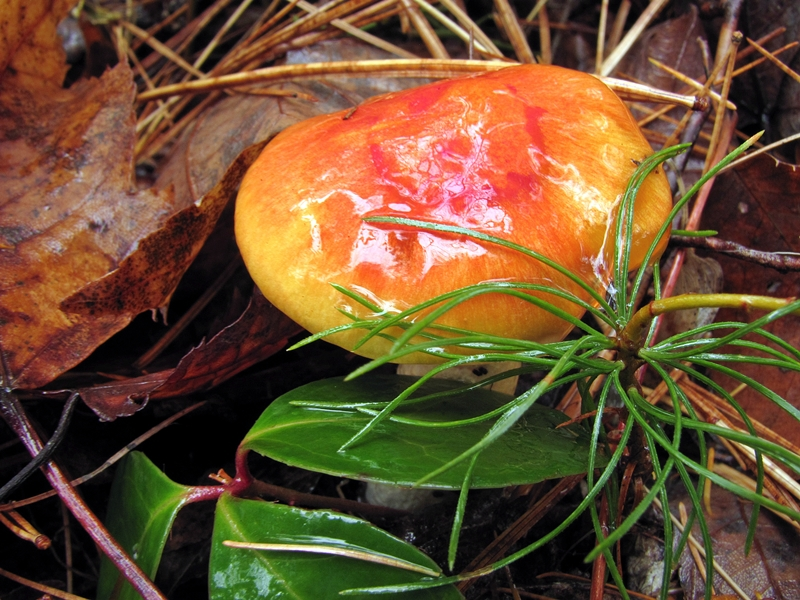
H. speciosus, pălărie
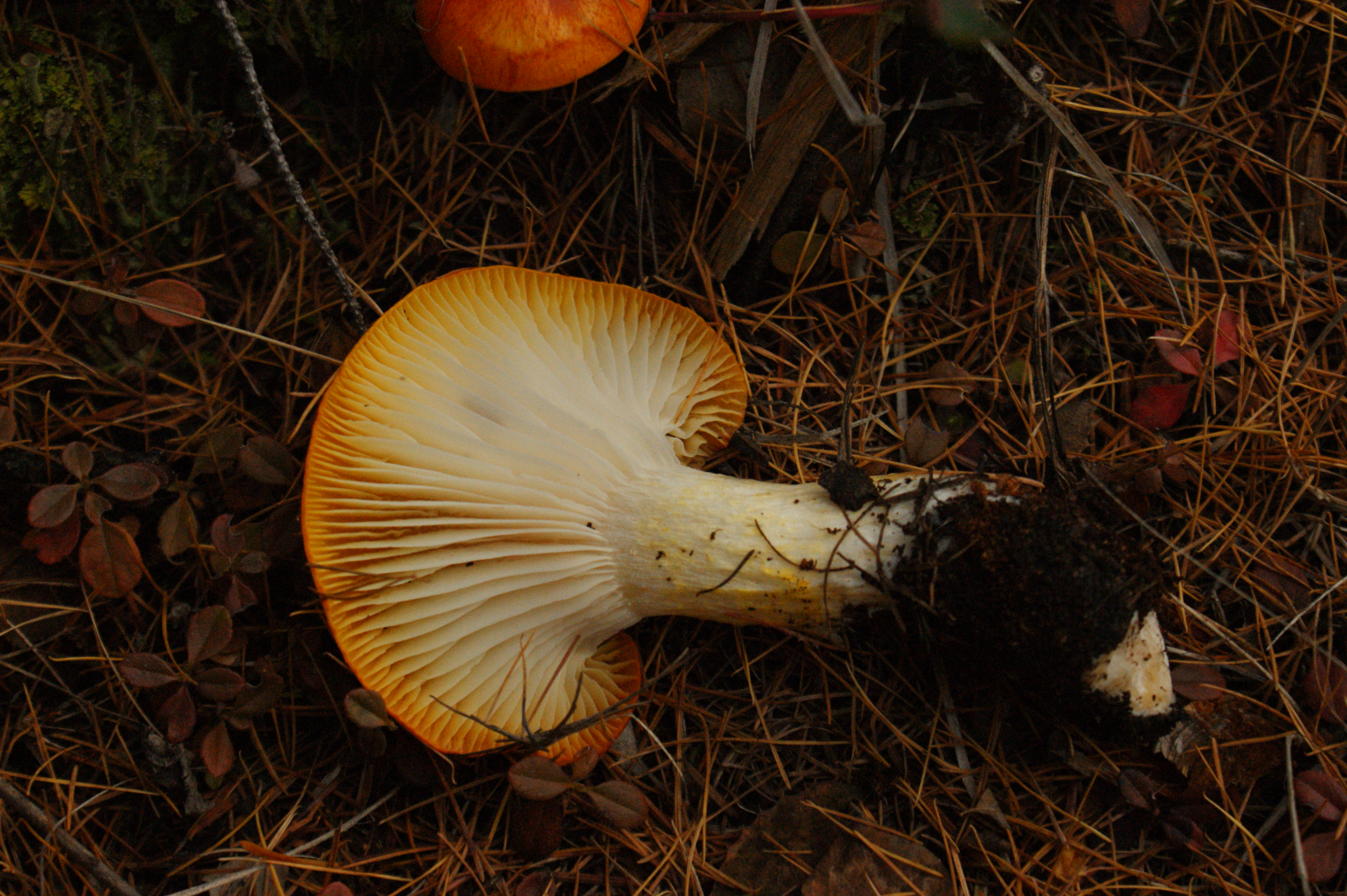
H. speciosus: pălărie, lamele și picior
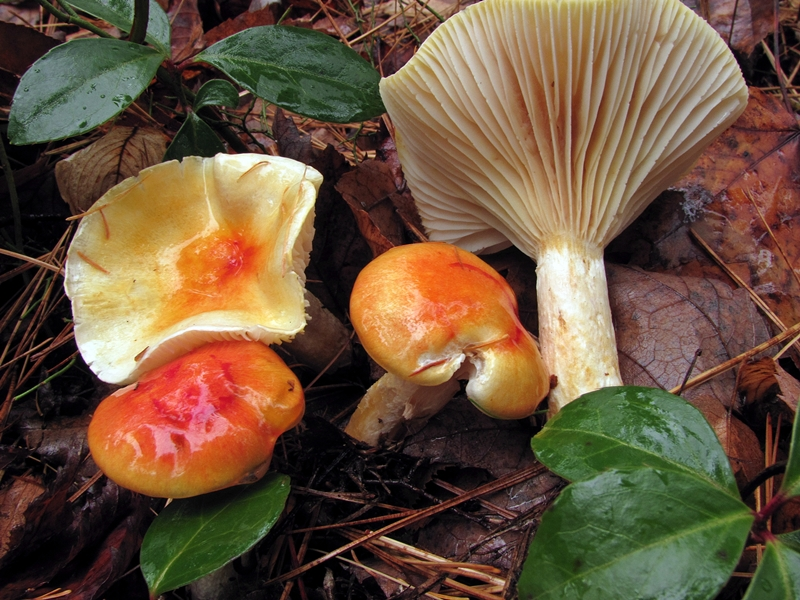
H. speciosus în diverse stadii de evoluție
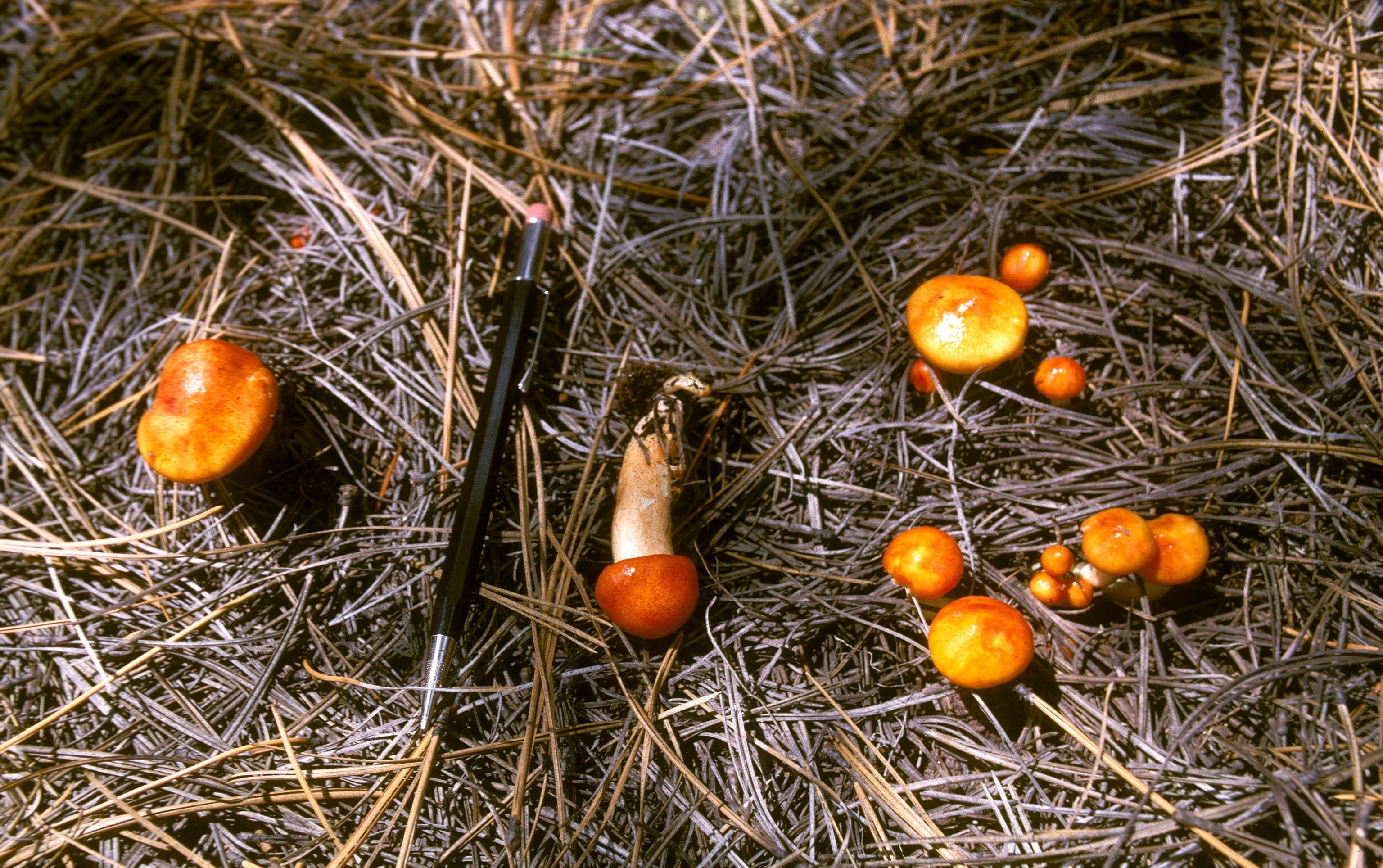
H. speciosus: grup de exemplare tinere

## Confuzii
În mod general, Hygrophorus speciosus poate fi confundat cu ciuperci comestibile mai mult sau mai puțin savuroase ale aceluiași gen cum sunt: Cuphophyllus colemannianus sin. Hygrocybe colemanniana (comestibil), Hygrophorus aureus (comestibil),+ imagini, Hygrophorus chrysodon (comestibil), Hygrophorus hypothejus (variația aureus, comestibil), Hygrophorus lucorum (comestibil), Hygrophorus nemoreus (comestibil), Hygrophorus olivaceoalbus (comestibil), Hygrophorus penarius comestibil, se dezvoltă tot sub fagi dar și sub stejari, mai gălbui) Hygrophorus pudorinus (comestibil) sau cu Cantharellus friesii (comestibil) și Cuphophyllus pratensis sin. Hygrocybe pratensis, ciuciuleni de iarbă) (comestibil).

## Specii asemănătoare în imagini

Cuphophyllus colemannianus sin. Hygrocybe colemanniana
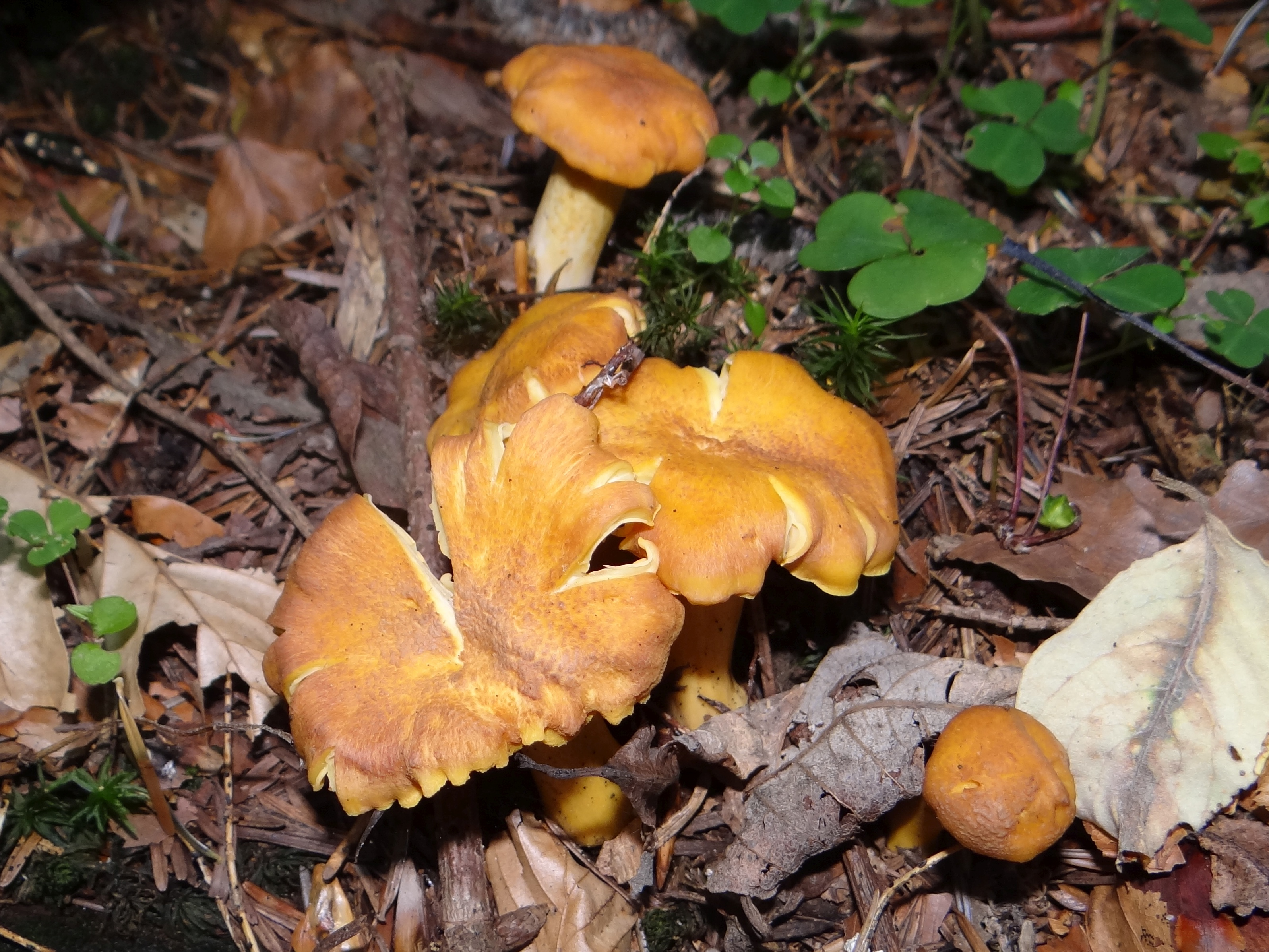
Cantharellus friesii
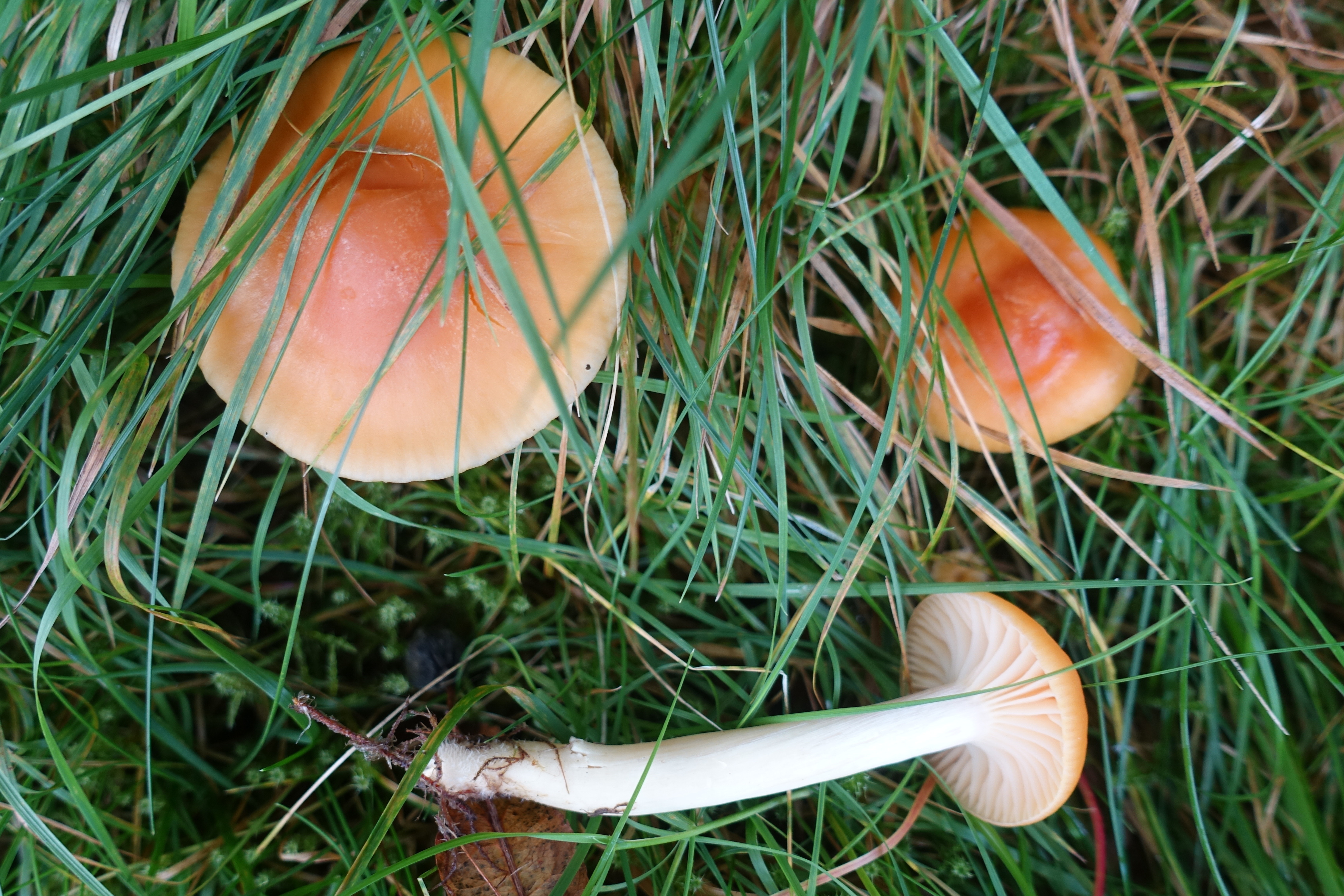
Cuphophyllus pratensis sin. Hygrocybe pratensis
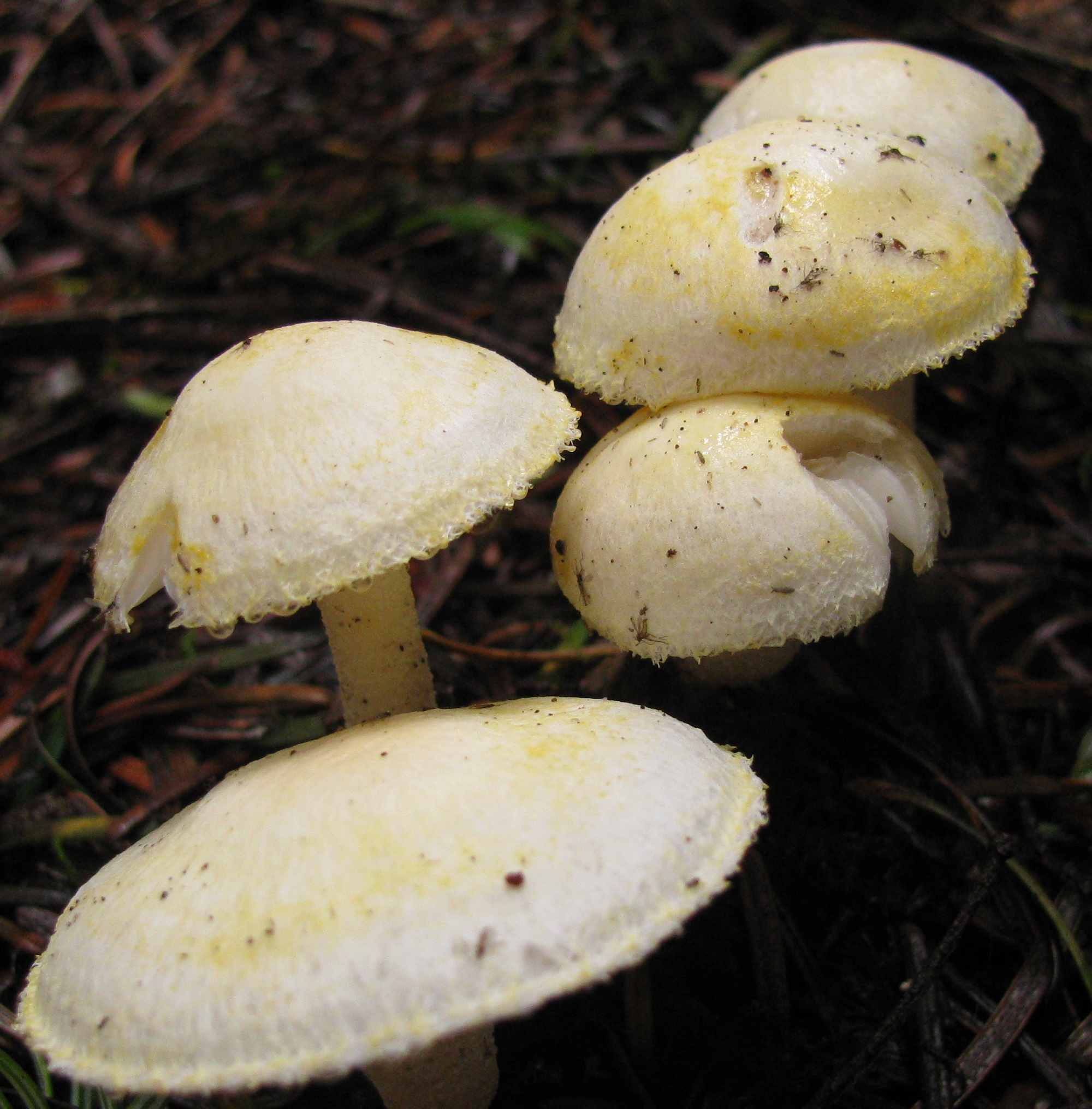
Hygrophorus chrysodon
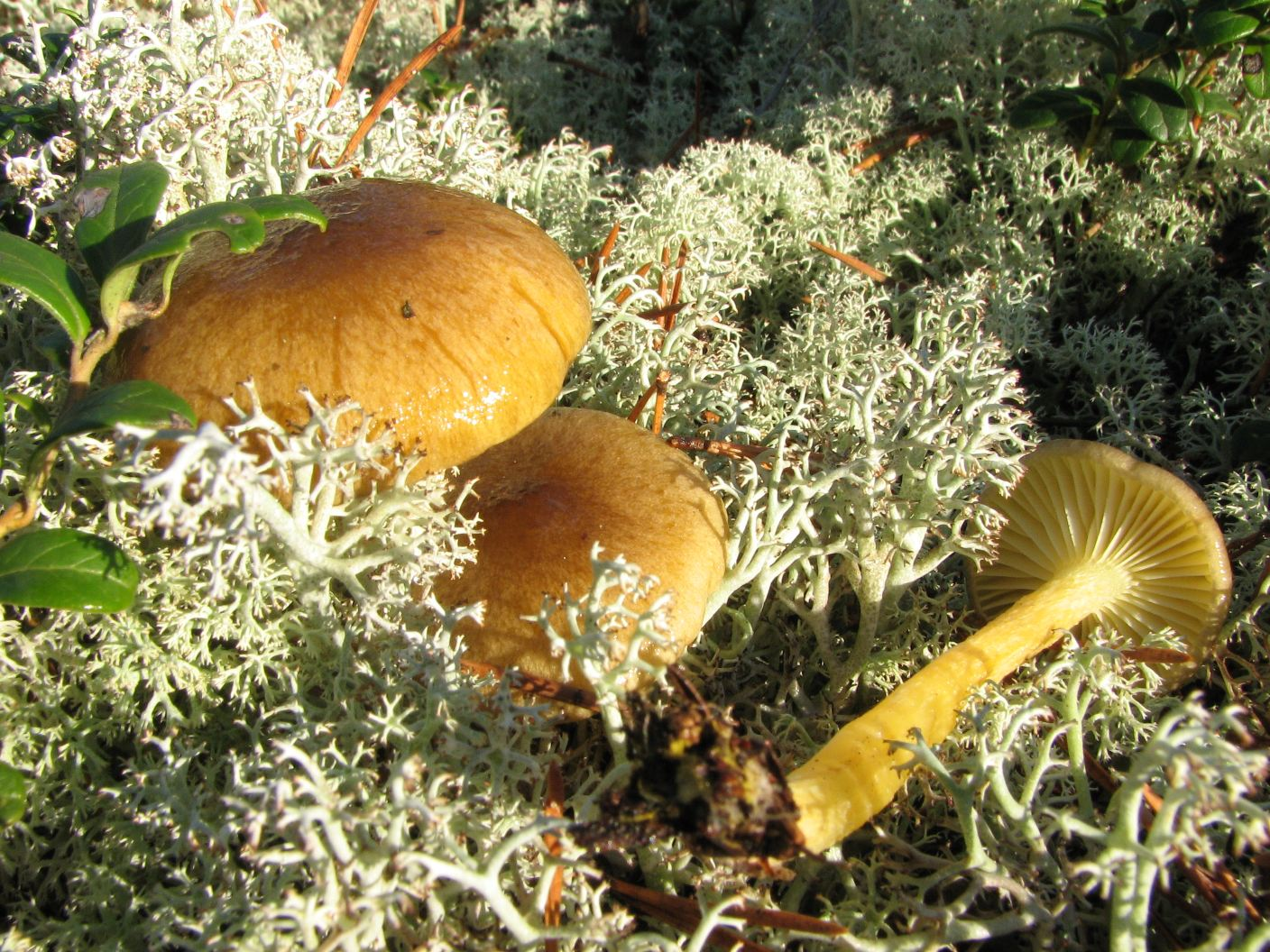
Hygrophorus hypothejus variația aureus
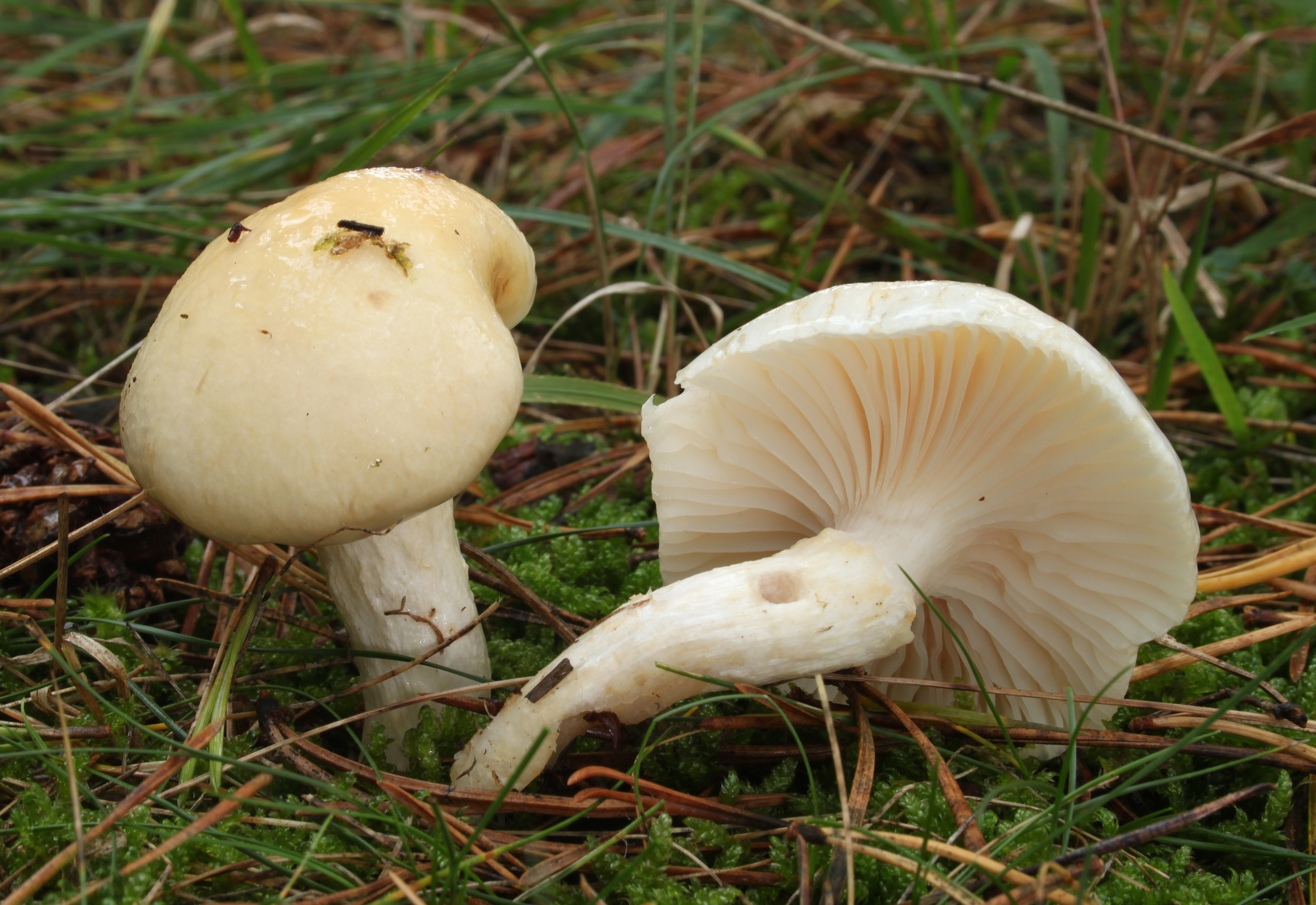
Hygrophorus ligatus

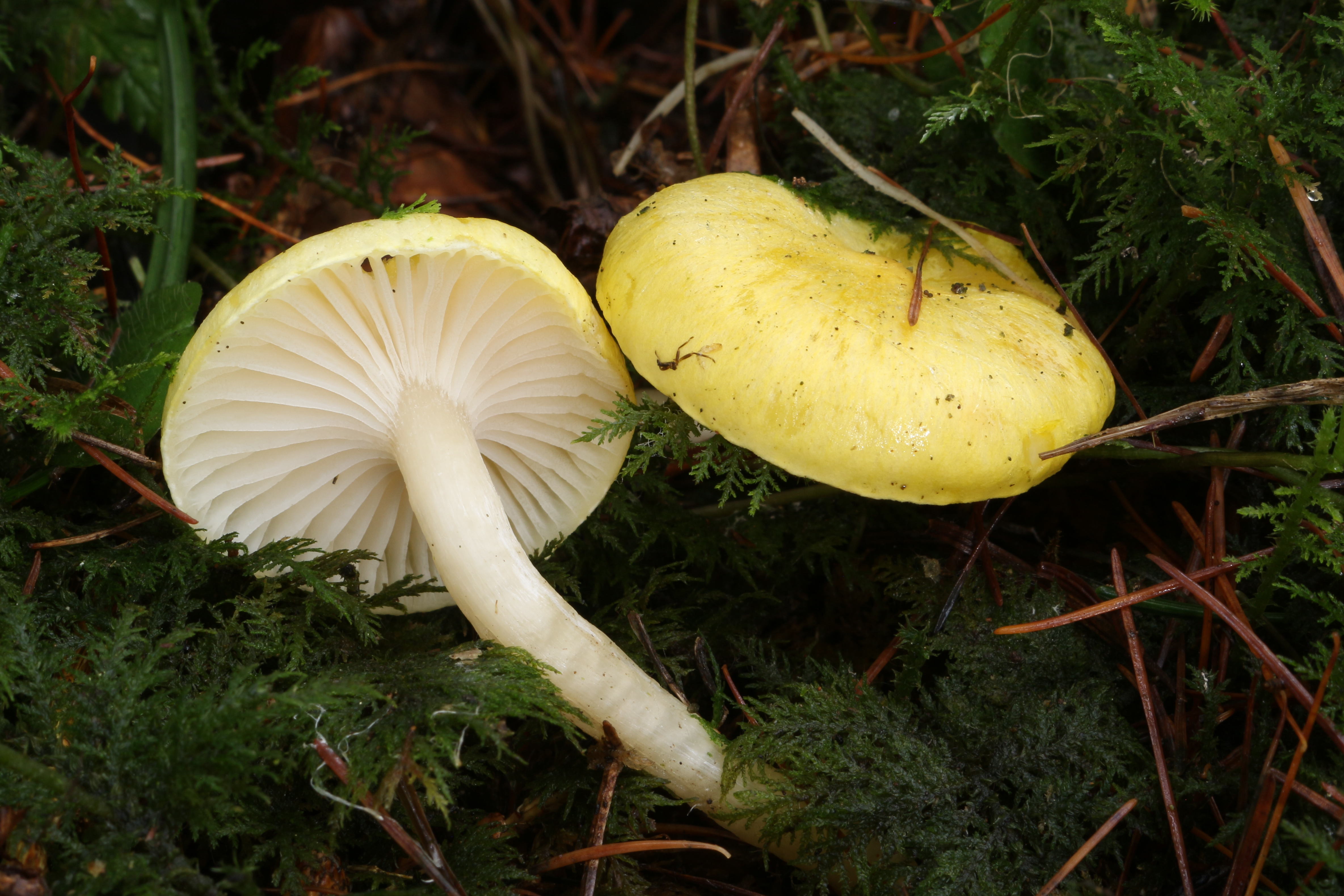
Hygrophorus lucorum
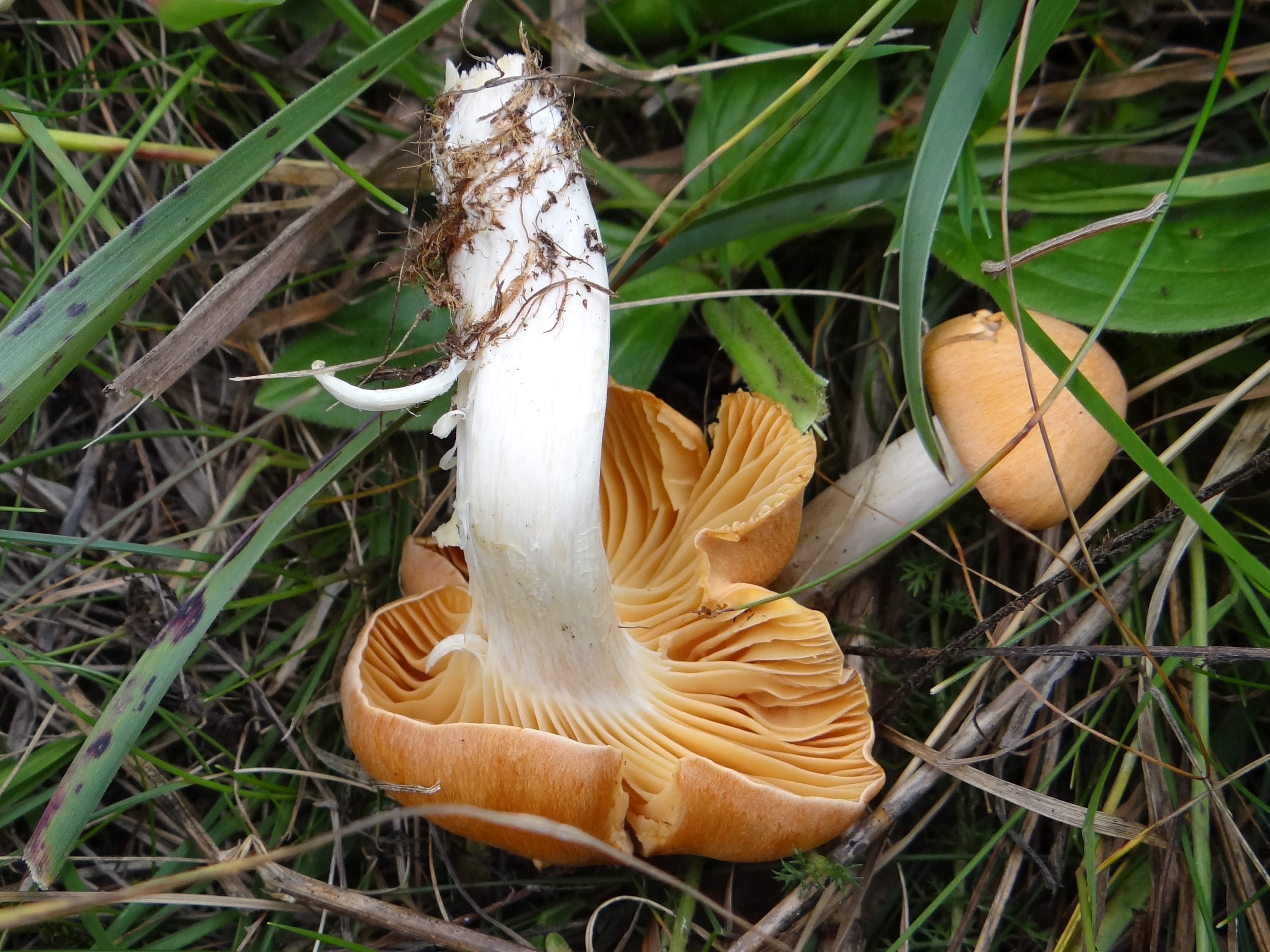
Hygrophorus nemoreus
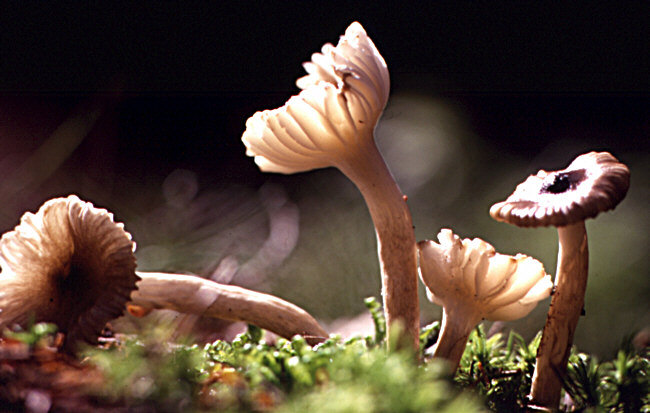
Hygrophorus olivaceoalbus
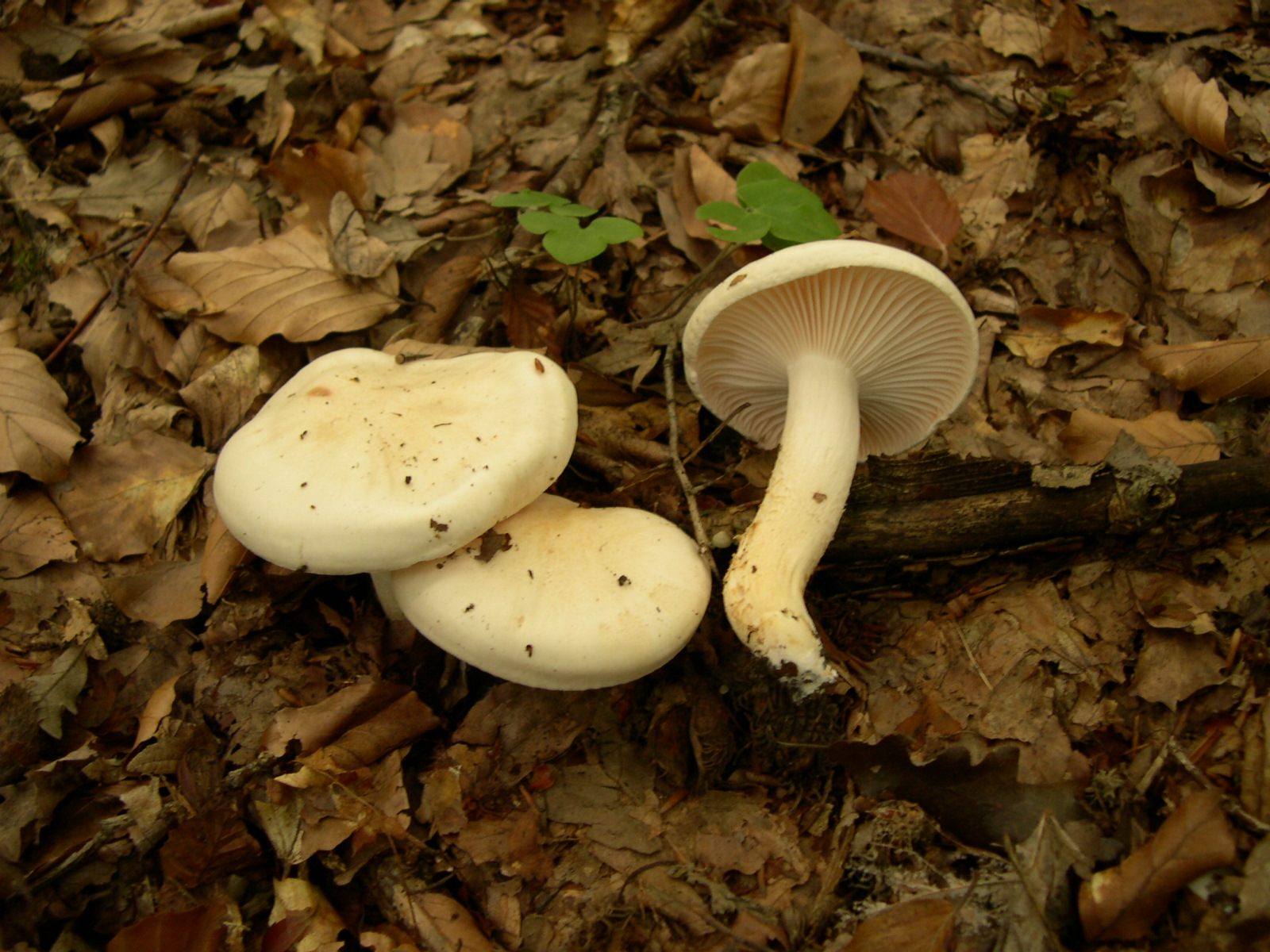
Hygrophorus penarius
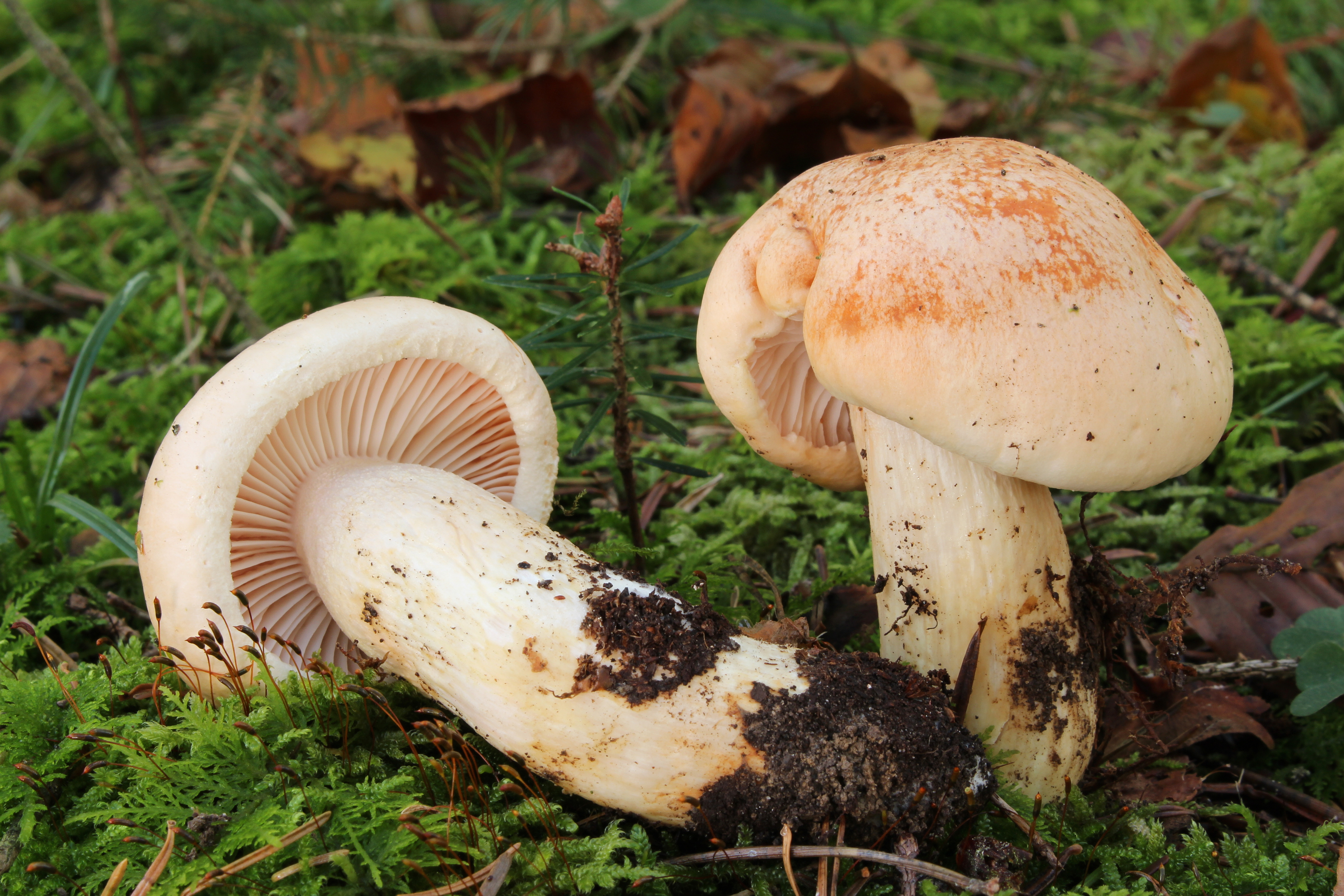
Hygrophorus pudorinus

## Valorificare
Hygrophorus speciosus este o specie comestibilă care se potrivește bine în bucătărie ca adăugare la o mâncare de alte ciuperci. Mucegaiul posibil dispare complet la prăjit sau fierbere. Acolo unde este rară, ar trebui fi cruțată și lăsată la loc.